# Preston Watson
Preston Watson (Dundee, Escócia, 1880-1915) foi um escocês pioneiro da aviação, que às vezes é considerado o primeiro verdadeiro aviador. Ele teria feito um voo controlado e motorizado numa aeronave mais pesada que o ar em 1903, meses antes dos irmãos Wright e três anos antes de Santos Dumont. 
Esta afirmação, todavia, foi desacreditada pelo historiador da aviação Charles Gibbs-Smith no livro The aeroplane ("O avião"). Quem havia reivindicado a primazia do voo para Preston Watson foi o irmão do próprio Preston, James, cinquenta anos depois do suposto voo. James viria a esclarecer a questão em um artigo que foi publicado na edição de dezembro de 1955 da revista Aeronautics, explicando que a aeronave em questão tinha sido um planador.

## Biografia
Preston Watson era filho de um próspero comerciante. Observando o voo dos pássaros ele concluiu que eles faziam círculos no ar abaixando uma ponta da asa e levantando a outra. Usou essa observação para construir suas máquinas voadoras. Basicamente, sobre uma asa rígida de um monoplano, era instalada uma segunda asa pequena (também chamada de asa parasol) que podia se movimentar como uma gangorra, levantando uma ponta enquanto abaixava a outra, provocando a realização de uma curva com o aparelho. Esse processo era mais simples que aquele usado pelos Wright e valeu um prêmio para Watson na França por melhorar a estabilidade da aeronave. A cauda do aparelho era montada com box-kites, que ajudavam na sustentação da aeronave. Watson começou construindo um planador em tamanho normal baseado nas observações acima e tentou voar com ele, primeiro em Dundee e depois nas margens do rio Tay, perto de
Errol.
Os primeiros modelos de Watson necessitavam de catapulta para decolarem e estavam montados em esquis. O principal problema de Watson era o mesmo de todos os aviadores da época: conseguir um motor potente e leve. Cientes disso muitos projetaram e construíram
seus próprios motores, como Hargrave e os Wright. O que se sabe com certeza é que em 1906, Watson comprou, de Santos Dumont, um motor a gasolina Duthill-Chalmers, refrigerado a ar. O problema é saber se voou antes dessa data. Um dos que acham que isso aconteceu é o Sr. Kerr B. Sturrock de Dundee, que se lembra perfeitamente de ter feito inúmeras hélices de madeira para Watson, todas antes de 1905. O Sr. Sturrock acredita que as hélices eram colocadas em motores de Dion e dois deles eram instalados na aeronave. As hélices de madeira logo quebravam e para reforçá-las eram recobertas por lâminas de metal de 5/8”. Isso resolveu tão bem o problema que ficou sendo a operação padrão para fabricar hélices até que fossem produzidas com ligas de metal na Primeira Guerra Mundial.
Ninguém sabe quando realmente Watson fez seu primeiro voo, mas existem testemunhos de agricultores que ainda estavam vivos (em 1957) contando que viram e ouviram Watson fazer curtos voos nos campos próximos, entre os anos de 1903 e 1904. O mais notável é o de Harry Band. Ele lembrou que ele tinha visto uma máquina de voar perto de Errol em julho de 1903. Em sua entrevista para o Dundee Courier ele disse: "Eu ouvi barulhos - algo como uma metralhadora ao longe - mas eu não podia ver realmente o que era." Ele deu uma olhada melhor e descreveu o que viu. "Era como um monte de persianas velhas e paus amarrados. De repente a coisa estava no ar. A coisa voou por cima de uma casa de campo."
Depois dos sucessos dos voos de 1908 e 1909 na França e na América, Watson construiu mais dois aparelhos. O primeiro tinha trem de pouso com rodas e um motor Humber de 3 cilindros com 30 HP. O segundo estava equipado com um motor Anzani de 70 HP. Com eles, Watson fez diversos voos.
Com o início da Primeira Guerra Mundial, ele se apresentou como voluntário na Royal Naval Air Service. Morreu com 34 anos, logo depois de entrar em serviço, quando o avião em que estava explodiu no ar.